# Vestitorul
Vestitorul a fost o revistă bilunară de instruire religioasă editată de Eparhia Română Unită de Oradea, publicată fără întrerupere la Oradea din 1925 până în toamna anului 1948. În tot acest timp episcop greco-catolic de Oradea a fost Valeriu Traian Frențiu.
După relegalizarea Bisericii Române Unite cu Roma (Greco-Catolică) în anul 1990, revista apare bilunar.  
Sub același nume a mai fost editată în limba română o publicație la Irkutsk în 1919, de susținere a dezideratului major al epocii, desăvârșirea unității statului național român.